# Kalimantan Timur
Kalimantan Timur är en provins på östra Borneo i Indonesien. Folkmängden uppgick år 2010 till cirka 3,5 miljoner invånare, och den administrativa huvudorten är Samarinda. Provinsens yta uppgår till 198 441,17 km²

## Administrativ indelning
Provinsen är indelad i tio distrikt och fyra städer.
Distrikt (Kabupaten):
- Berau, Bulongan, Kutai Barat, Kutai Kertanegara, Kutai Timur, Malinau, Nunukan, Pasir[förtydliga], Penajam Paser Utara, Tana Tidung

Städer (Kota):
- Balikpapan, Bontang, Samarinda, Tarakan